# Тугиртас
Тугирта́с (каз. Тұғыртас) — село у складі Казигуртського району Туркестанської області Казахстану. Адміністративний центр Кизилкіянського сільського округу.
У радянські часи село називалось Копирзада.
Населення — 195 осіб (2021; 224 у 2009, 165 у 1999, 179 у 1989).